# Martin Luther auf dem Reichstag zu Worms 1521

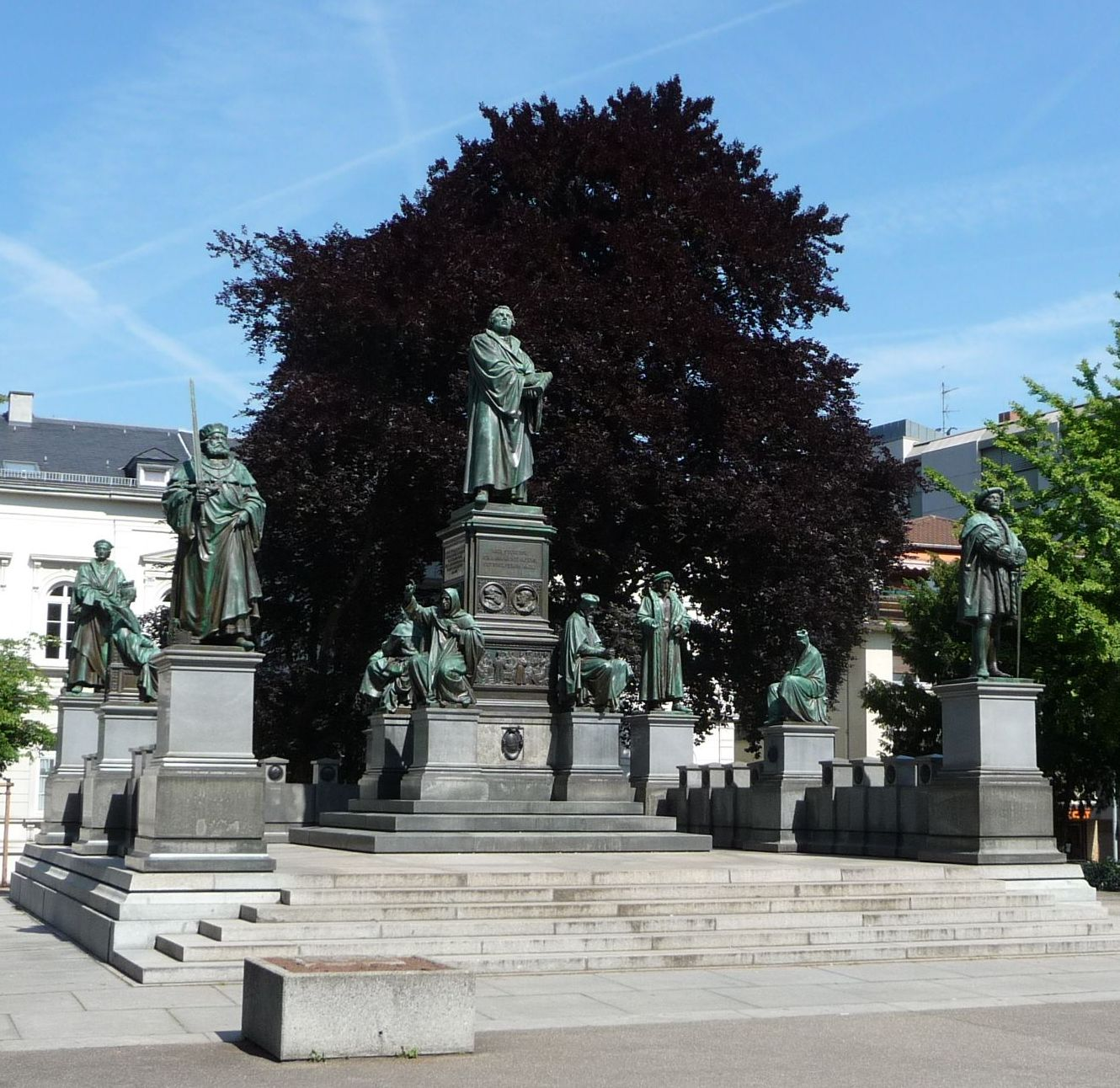
Lutherdenkmal, Worms

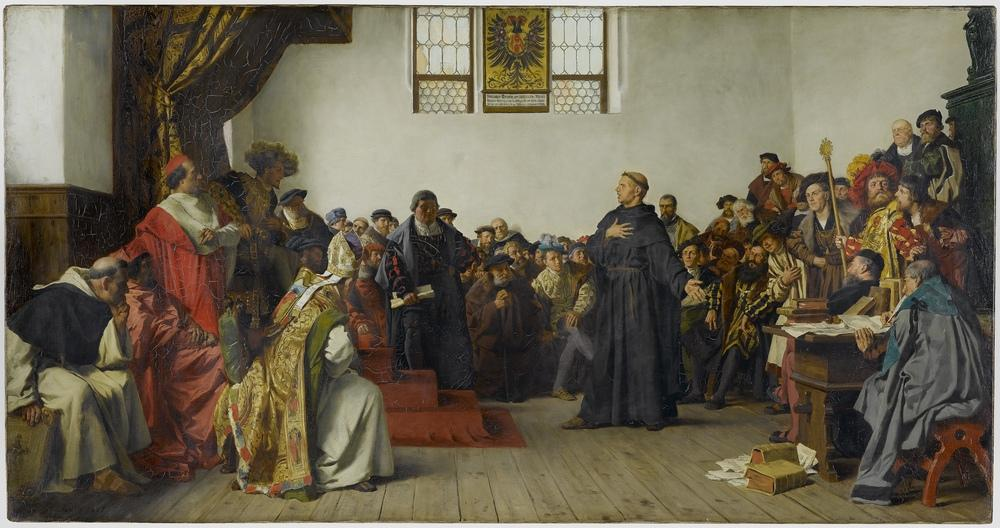
Anton von Werner: Luther auf dem Reichstag zu Worms, 1877

Der Auftritt Martin Luthers auf dem Reichstag zu Worms 1521 war ein herausragendes Ereignis im Zuge der Reformation.

## Vorfeld

### Vorgeschichte
Auf dem Konzil von Konstanz, 100 Jahre zuvor, war der böhmische Reformator Jan Hus als Häretiker verurteilt und – unter Bruch des Versprechens freien Geleits – auf dem Scheiterhaufen verbrannt worden. Viele theologische Aussagen von Martin Luther ähnelten denen von Jan Hus.

### Martin Luther
Mit den am 31. Oktober 1517 als Anlage an einen Brief an den Erzbischof von Mainz und Magdeburg, Albrecht von Brandenburg, verschickten 95 Thesen stellte Martin Luther zentrale Punkte der Machtausübung (die direkte und davon abgeleitete Autorität des Papstes) und wirtschaftliche Grundlagen der Kirche (Ablasshandel) in Frage oder – wie Erasmus von Rotterdam es formulierte: Luther habe gesündigt, weil er dem Papst an die Krone und den Mönchen an den Bauch gegriffen habe. Das geschah vor dem Hintergrund großer Unzufriedenheit eines erheblichen Teils der Bevölkerung und eines Teils der politischen Elite im Deutschen Reich mit den Zuständen in der Kirche. Luther besaß zudem eine hohe publizistische Begabung. In den beiden folgenden Jahren konnten die Gegner Luthers politisch nicht frei agieren: Der Papst wollte die Wahl Karl V. verhindern, wozu er Kurfürst Friedrich III. brauchte, der wiederum Martin Luther als das Aushängeschild seiner Landesuniversität, Wittenberg, protegierte. In den zwei Jahren, die auf die 95 Thesen folgten, wurde deshalb auch der gegen Martin Luther in Rom anhängige Prozess wegen Häresie nicht weiter betrieben.
Dagegen versuchte der päpstliche Kammerjunker Karl von Miltitz ab September 1518 in päpstlichem Auftrag, aber ohne allzu große Rückendeckung aus Rom, mit den Maßgebenden auf dem Verhandlungsweg den Glaubensstreit beizulegen. Die Kurie hatte ihn wohl aufgrund seiner sächsischen Herkunft ausgesucht. Er sollte vor allem auf den sächsischen Kurfürsten, Friedrich III., den Schutzherrn von Luther, einwirken. Karl von Miltitz sprach in der Folge auch mehrmals mit Martin Luther persönlich. Zu den Gesprächspartnern zählte auch der Kurfürst-Erzbischof von Trier, Richard von Greiffenklau zu Vollrads. Luther bestand auf einer Anhörung und der Erzbischof war im Prinzip bereit, sich darauf einzulassen. Kurfürst Friedrich III. und der Erzbischof sprachen sich ab, dass das beim nächsten Reichstag geschehen solle, auch weil eine Reise Martin Luthers nach Koblenz oder Trier aus Sicherheitsgründen für seine Person zu riskant erschien. Diese Absprache aus dem Jahr 1519 enthielt erstmals die Idee eines persönlichen Auftretens von Martin Luther im Kontext eines Reichstages.
Martin Luther veröffentlichte weiter Schriften, in denen er sich kontrovers zu konventioneller mittelalterlicher Theologie und kirchlicher Praxis äußerte, da er als grundlegenden Bezugsrahmen einzig die Bibel („sola scriptura“) akzeptierte, während seine Gegner auch andere Quellen – etwa Dekretale – gleichberechtigt daneben gelten ließen. Höhepunkt der Auseinandersetzung war die Leipziger Disputation, bei der Martin Luther die absolute Autorität des Papstes in Frage stellte: Der Papst sei erst seit 400 Jahren, mit dem Decretum Gratiani, Führer der Christenheit geworden. Weiter fiel der Satz: „Auch Konzile können irren.“ Damit stellte Martin Luther die individuelle Gewissensfreiheit im Hören auf die Bibel über autoritative Entscheidungen des Papstes und der Bischöfe und damit zentrale Macht- und Legitimationsstrukturen des westlichen Europas in Frage.
Nachdem Karl V. am 28. Juni 1519 zum deutschen König gewählt worden war, nahm die Kurie Luthers Häresieprozess im Frühjahr 1520 wieder auf. Unter dem 15. Juni 1520 wurde die Bannandrohungsbulle Exsurge Domine von Papst Leo X. ausgefertigt. Sie verdammte 41 – teils aus dem Zusammenhang gerissene und teilweise unzutreffend wiedergegebene – Sätze Luthers ohne Begründung oder Gegenargumente und setzte ihm eine Frist von 60 Tagen zur Unterwerfung. Andernfalls drohte sie ihm den Kirchenbann an. Außerdem sollten die Schriften Martin Luthers eingesammelt und verbrannt werden. Dies ließ die Lage weiter eskalieren: Martin Luther verfasste als Antwort die Schrift Von der Freyheith eines Christenmenschen samt einem Sendbrief an Papst Leo X. vom Oktober 1520 (vordatiert auf September 1520).
Im November 1520 begann der päpstliche Nuntius, Hieronymus Aleander, damit, in Köln und Mainz die Schriften Luthers zu verbrennen. Im Gegenzug dazu verbrannte Martin Luther dann am 10. Dezember 1520 die „gottlosen Bücher des päpstlichen Rechts und der scholastischen Theologie, weil die Frechheit der Feinde des Evangeliums so weit gegangen sei, Luthers fromme und evangelische Bücher zu verbrennen“ (Philipp Melanchthon). Luther selbst warf einen Druck der Bulle „Exsurge Domini“ ins Feuer. Die Bannbulle gegen Luther, Decet Romanum Pontificem, wurde unter dem 28. Januar 1521 ausgefertigt und der päpstliche Nuntius, Hieronymus Aleander, hielt sie am 10. Februar 1521 in Worms in Händen. Da ihr Inhalt aber nicht in das politische Vorfeld des kommenden Reichstags passte, stellte er sie weder Martin Luther zu – wodurch sie rechtskräftig geworden wäre –, noch ließ er sie veröffentlichen. Letzteres geschah erst im Oktober 1521, also weit nach dem Ende des Reichstags.

### Karl V.
Schon im Umfeld und Nachgang zur Königskrönung Karl V. im Herbst 1520 in Aachen schlug dieser ein Verhör Luthers auf dem nächsten Reichstag vor, was Kurfürst Friedrich III. aber aus Sicherheitsbedenken bezüglich Martin Luther zunächst ablehnte. Luther dagegen war bereit, nach Worms zu reisen.
Der Kirchenbann zog traditionell die Reichsacht nach sich. Allerdings hatte der Kaiser in seiner Wahlkapitulation jedermann, dem die Reichsacht drohte, zuvor ein Verfahren mit rechtlichem Gehör zugesichert. Der Kaiser versuchte, dies zu umgehen und präsentierte am 15. Februar 1521 einen Mandatsentwurf, der eine sofortige Umsetzung der päpstlichen Bannbulle in eine Reichsacht vorsah.
Dem aber widersetzte sich ein Teil der Reichsstände unter Führung Kursachsens und der Kurpfalz – auch mit dem Hinweis auf die öffentliche Meinung. Auch wenn sie nicht alle seine theologische Reformation billigten, so stieß doch Luthers Kirchenkritik auf weite Resonanz und die Stände beurteilten sie weitgehend als berechtigt. Die Nuntien aber widersetzten sich einer Disputation und inhaltlichen Diskussion, da der Papst entschieden habe und dessen Entscheidung nachträglich nicht mehr anfechtbar sei. Es folgten intensive diplomatische Verhandlungen, die am 2. März 1521 zu einem erneuten kaiserlichen Mandatsentwurf führten, der vermutlich am 6. März mit einem Beschluss endete, Luther nach Worms vorzuladen. Martin Luther wurde dazu freies Geleit zugesagt. Wie viel die Zusage wert war, war im Vorhinein und angesichts des Umgangs mit Jan Hus auf dem Konstanzer Konzil, nicht klar. Größte Sicherheit gewährte Martin Luther, dass Kurfürst Friedrich III. hinter ihm stand.
Im Übrigen aber hielt der Kaiser an seinem ursprünglichen Mandatsentwurf gegen Luther fest. In einem auf den 10. März 1521 datierten und am 26. oder 27. März veröffentlichten Sequestrationsmandat betonte er, dass Papst Leo X. Luthers Lehren bereits verdammt habe. In dem Sequestrationsmandat wurde angeordnet, Luthers Schriften einzuziehen und zu vernichten und bei Strafe verboten, sie zu verbreiten. Das war eine Vorverurteilung. Noch im April 1521 diskutierte der kursächsische Kanzler Gregor Brück in einem Gutachten die Ernsthaftigkeit des kaiserlichen Geleits nach der Veröffentlichung des Sequestrationsmandates, ob Luther „kommen“ oder „auspleiben“ solle.

## Der Reichstag
Karl V. hatte den Reichstag 1521 nach Worms geladen. Bei den zu verhandelnden Punkten war die Vorladung Luthers zunächst eine eher beiläufige Angelegenheit. Der Reichstag wurde am 27. Januar 1521 eröffnet. Er endete mit dem Reichsabschied vom 26. Mai 1521.
Vertreter des Papstes auf dem Reichstag waren:
- der apostolische Protonotar Marino Ascanio Caracciolo, Nuntius am Hof Karl V. Caracciolo war schon bei Karls Vorgänger Maximilian I. päpstlicher Gesandter gewesen und so mit den deutschen Verhältnissen vertraut.
- Raffaello de’ Medici, ein entfernter Verwandter des Papstes;
- Hieronymus Aleander, seit Juni 1520 außerordentlicher Nuntius bei Karl V., um sich der Causa Lutheri (des Falls Luther) anzunehmen. Er sollte die Bannandrohungsbulle Exsurge Domine gegen Martin Luther in Deutschland publizieren.[15] In der Causa Lutheri war Aleander derjenige, der den Vorrang in der Verhandlung hatte.

Am 5. Januar 1521 traf Kurfürst Friedrich III. in Worms ein. In einer bald danach erfolgten Audienz sagte ihm Karl V. zu, Luther während des Reichstags zu verhören. Die folgenden Wochen verbrachten die Beteiligten mit Verhandlungen in der Angelegenheit: Die Nuntien forderten ein Einschreiten Karls V. gegen Luther. Dieser aber wollte die Verantwortung alleine nicht übernehmen und die Reichsstände dabei einbinden. Diese aber waren gespalten und tendierten eher zu Luthers Seite, auf der die öffentliche Meinung ganz überwiegend stand.

## Anreise

### Aufbruch aus Wittenberg

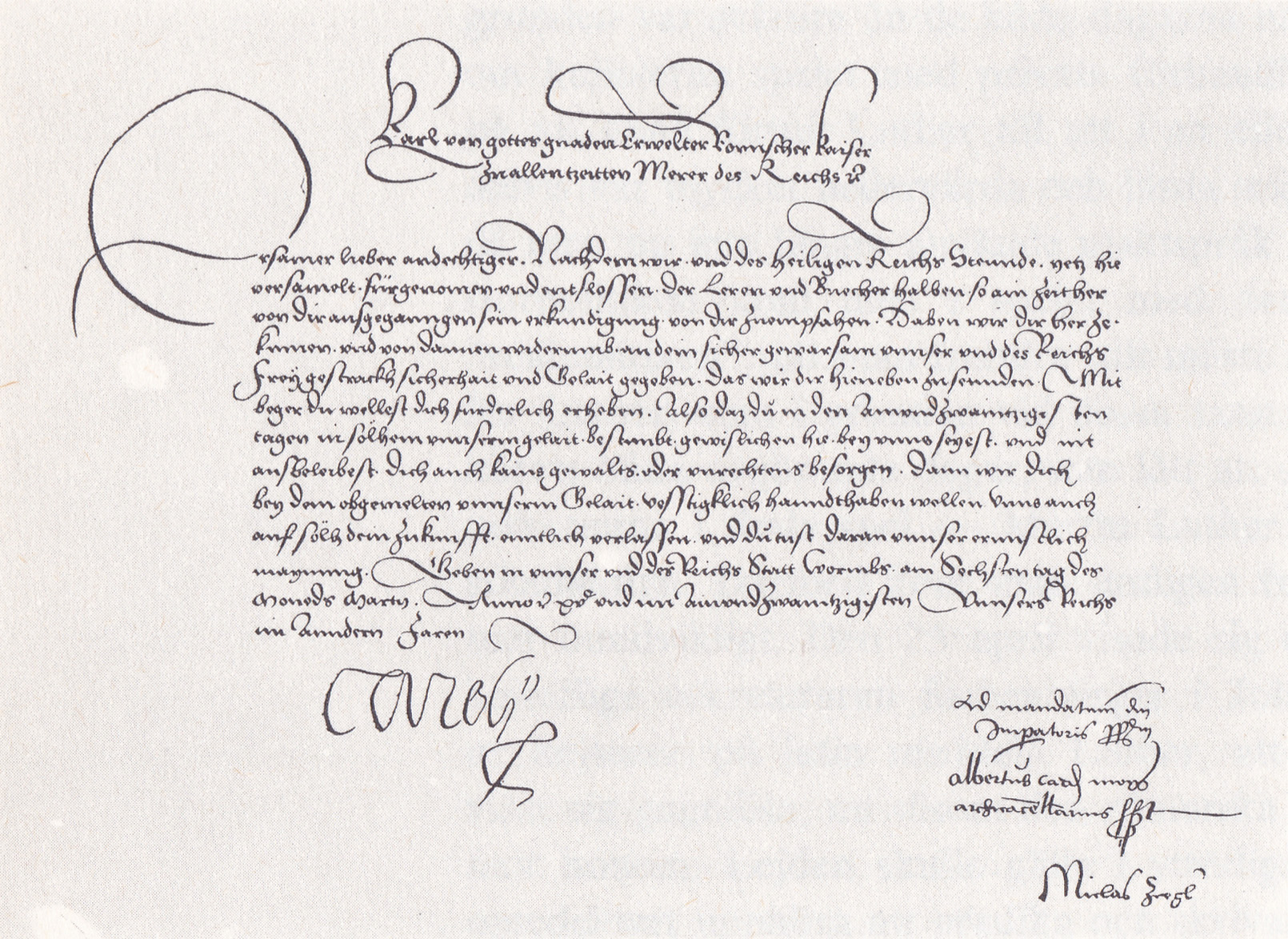
Ladungsschreiben an Martin Luther zum Reichstag

Am 6. März 1521 sprach Karl V. die Vorladung an Luther aus und ließ ihm einige Tage später über Kurfürst Friedrich das freie kaiserliche Geleit nach Worms zusichern. Luther sollte spätestens 3 Wochen nach Erhalt der Vorladung in Worms erscheinen. Parallel veröffentlichte Karl V. nun ohne die Stände – zwei entsprechende Versuche waren zuvor gescheitert – ein „Sequestrationsmandat“ am 26. oder 27. März 1521. Damit war Martin Luther schon im Voraus verurteilt. Seine Schriften sollten eingezogen und vernichtet werden. Davon wusste Martin Luther zunächst nichts.
Vermutlich am 29. März 1521 übergab der Reichsherold Kaspar Sturm die Vorladung in Wittenberg an Martin Luther. Sie sprach allgemein davon, dass Erkundigungen über seine Schriften eingezogen werden sollten. Von einem Widerruf war darin nicht die Rede.
Wohl am 2. April 1521 machten Martin Luther und seine Begleiter sich auf den Weg. Dies waren neben dem Reichsherold Kaspar Sturm und seinen Männern, die dafür sorgen mussten, dass die kaiserliche Zusage freien Geleits eingehalten wurde: Luthers Ordensbruder Johann Petzensteiner, sein Kollege Nikolaus von Amsdorf, Petrus Suawe, ein pommerscher Adliger und Student in Wittenberg, und eventuell der aus Konstanz stammende Student Thomas Blarer. In Erfurt kam noch der Jurist Justus Jonas dazu. Die Stadt Wittenberg stellte einen mit einem Schutzdach versehenen Wagen des Goldschmieds Christian Döring zur Verfügung, die Universität 20 Gulden Zehrgeld.

### Naumburg
Die Reise führte über Düben, Leipzig, wo sich noch niemand großartig für die Reisenden interessierte, Lützen und Weißenfels nach Naumburg, wo Luther als Gast des Bürgermeisters vom 4. auf den 5. April 1521 übernachtete. Hier soll ihm ein Geistlicher ein Bild von Girolamo Savonarola auf dem Scheiterhaufen überreicht haben. Am nächsten Tag ging es über Eckartsberga nach Weimar.

### Weimar
Die Reise wurde über Pforta und Eckartsberga nach Weimar fortgesetzt, wo die Reisegruppe am Abend des 5. April 1521 eintraf. Sie erhielten weiteres Zehrgeld durch den Bruder des Kurfürsten, Herzog Johann. Hier erlangte Luther erstmals Kenntnis von dem kaiserlichen „Sequestrationsmandat“ vom 26. oder 27. März 1521, das ihn vorab verurteilte. Reichsherold Kaspar Sturm fragte ihn daraufhin, ob er die Reise fortsetzen wolle, was Martin Luther bejahte.

### Erfurt
Am Nachmittag des 6. April 1521 erreichte Martin Luther Erfurt. Hier kam ihm der Rektor der dortigen Universität, Crotus Rubeanus, mit 40 Berittenen entgegen, darunter Georg Sturtz, Euricius Cordus, Johann Draconites und Eobanus Hessus. Sie bereiteten ihm einen feierlichen Einzug in die Stadt. Am Morgen des 7. April predigte Luther in der völlig überfüllten Augustinerkirche. Die Empore drohte unter dem Gewicht der Menschen zusammenzubrechen, so dass einige Menschen schon Fenster einschlugen, um sich zu retten. Es passierte dann aber doch kein entsprechender Unfall.

### Gotha
Am 7. April 1521 erreichte die Reisegruppe Gotha, wo Martin Luther ebenfalls predigte.

### Eisenach
Am 8. April 1521 übernachtet die Reisegruppe in Eisenach, wo Martin Luther wieder predigte. Er fühlte sich nicht wohl und wurde zur Ader gelassen.
Zur weiteren Route bis Frankfurt am Main gibt es unterschiedliche Angaben. Während zum einen behauptet wird, dass die Reisegruppe nun den „Hohe Straße“ genannten Abschnitt der Via Regia über Vacha, Fulda, Schlüchtern und Gelnhausen nach Frankfurt nutzte, gehen andere davon aus, dass sie den Vogelsberg auf der nördlichen Route umging und so über Friedberg nach Frankfurt gelangte.

### Frankfurt am Main

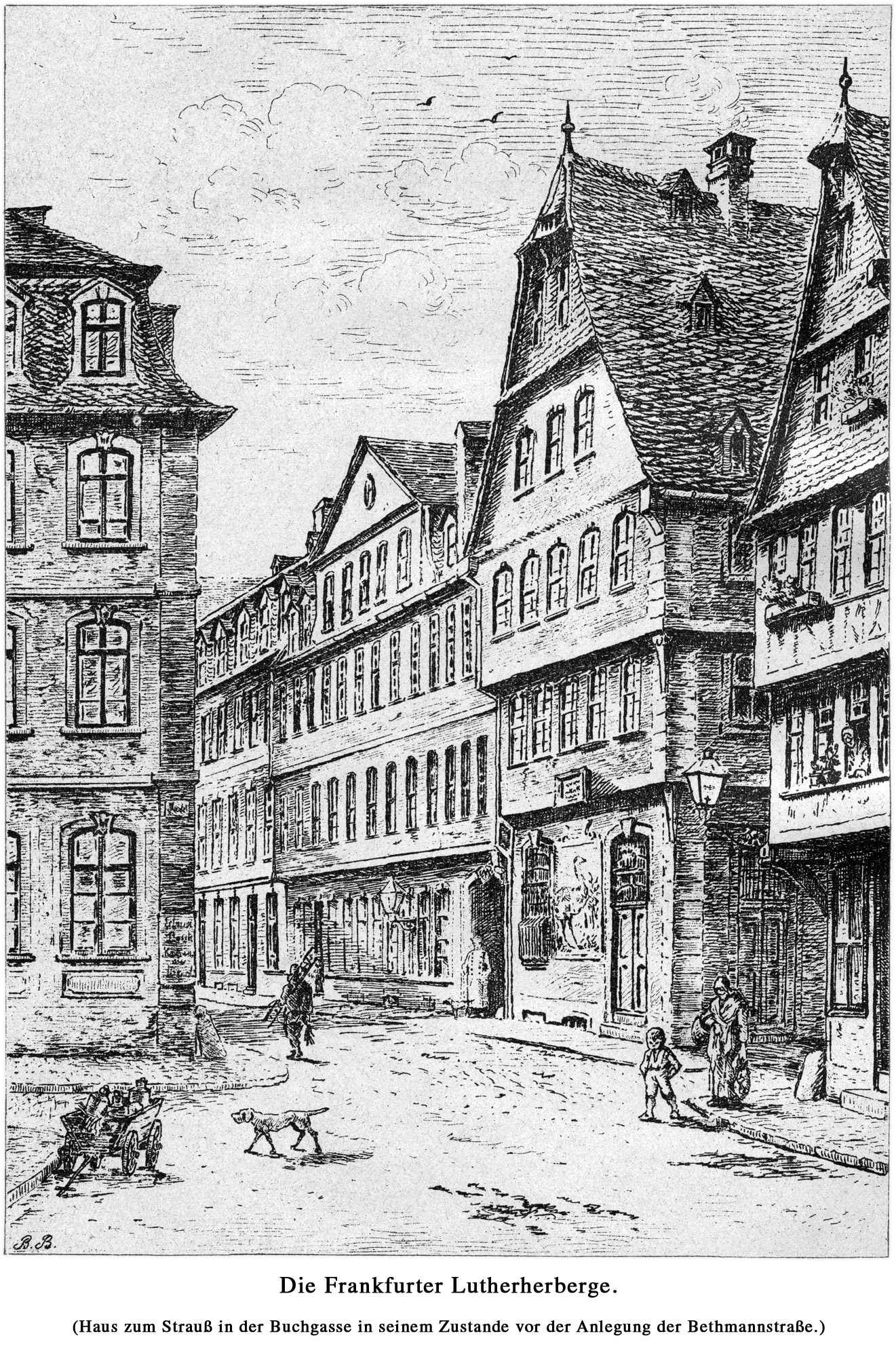
Gasthof zum Strauß, Zeichnung um 1850

In Frankfurt traf Luther am 14. April 1521, dem Sonntag Misericordias Domini, gegen Mittag ein. Er stieg im Gasthof Zum Strauß in der Buchgasse, Ecke Schüppengasse ab. Das Haus wurde 1896 für den Durchbruch der Bethmannstraße abgebrochen.
Luthers Schriften hatten seit der Frühjahrsmesse 1520 zunehmende Verbreitung in Frankfurt gefunden. Dementsprechend versammelten sich zahlreiche Bürger auf den Straßen, um den prominenten Gast begeistert zu empfangen. Allein der Dechant des Liebfrauenstiftes, Johannes Cochläus, predigte wütend gegen den Orpheus in einer Mönchskutte und seine Anhänger.
Gegenüber dem Gasthof, im Haus Goldstein, befand sich die im Vorjahr gegründete Städtische Lateinschule. Ihr Rektor Wilhelm Nesen, und Frankfurter Patrizier, darunter Philipp Fürstenberger, Arnold von Glauburg und Hamman von Holzhausen, diskutierten mit Luther bis zum späten Abend. Danach schrieb Luther noch einen Brief an Spalatin, in dem er die körperlichen Strapazen der Reise beklagte und danach fortfuhr: „Aber Christus lebt! und wir wollen nach Worms kommen allen Pforten der Hölle und Fürsten der Luft zu Trutz […] Andere Briefe habe ich weiter nicht schreiben wollen, bis ich erst selbst gegenwärtig sehe was zu tun: daß wir den Satan nicht etwa aufblähen, den wir vielmehr zu schrecken und zu verachten willens sind.“
Am anderen Morgen besichtigte Luther die Lateinschule und reiste am späten Vormittag weiter nach Oppenheim. Cochläus folgte ihm zwei Tage später, um Luther in Worms zu einer öffentlichen Disputation herauszufordern.

### Oppenheim
Bei Oppenheim setzte die Reisegruppe über den Rhein. Die letzte Nacht vor der Ankunft in Worms vom 15. auf den 16. April verbrachte Luther in Oppenheim im damaligen Gasthaus Zur Kanne. Luther bekam dort am Abend Besuch von Franz von Sickingen, der ihm Schutz und Sicherheit auf seiner Ebernburg bei Bad Kreuznach anbot, was Luther jedoch ablehnte. Nach einer anderen Darstellung wurde ihm dieses Angebot von Martin Bucer überbracht.

## Luther in Worms

### Ankunft

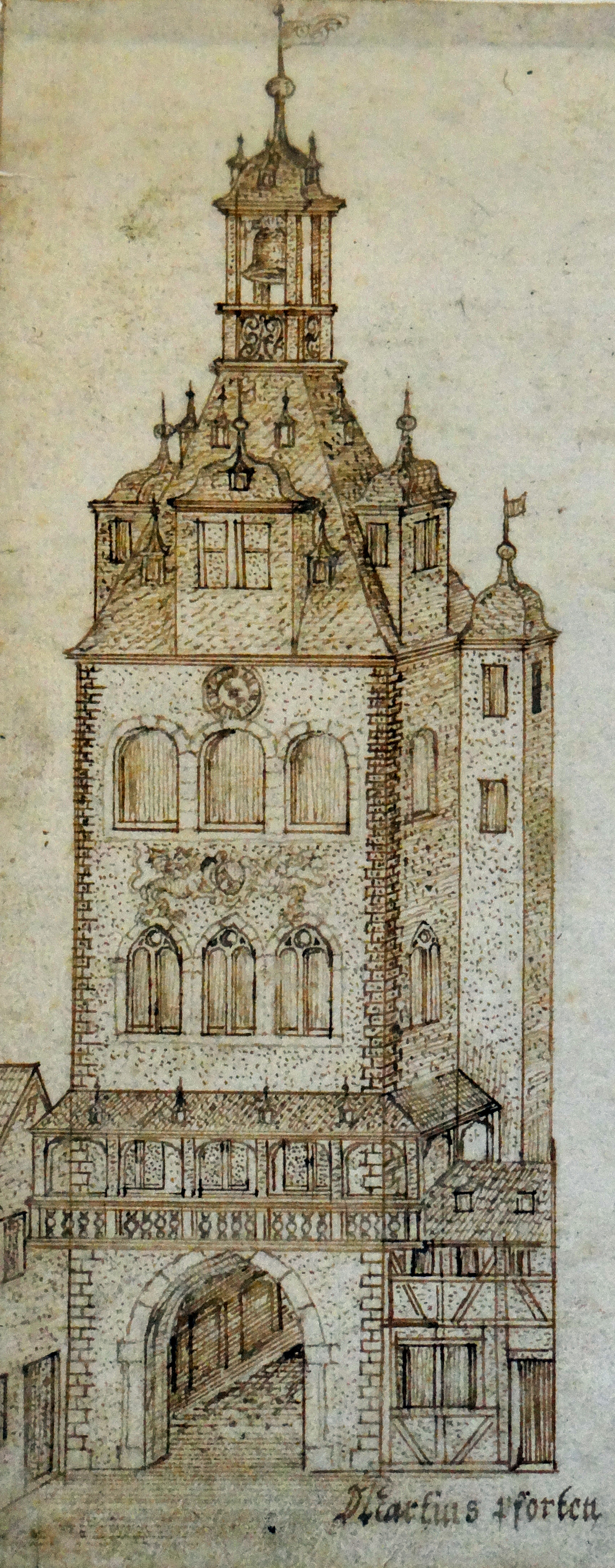
Martinspforte, Durchlass der Straße nach Oppenheim im inneren Mauerring der Stadtbefestigung Worms

Am nächsten Morgen reiste er weiter und traf am Dienstag, dem 16. April 1521, vormittags gegen 10 Uhr durch die Mainzer Pforte und die Martinspforte in Worms ein. Die Stimmung in der Wormser Bevölkerung war pro-lutherisch, die Ankunft Luthers ein öffentliches Ereignis. Reichsherold Kaspar Sturm ritt mit einem Knecht voran, es folgte der Wagen und zu Pferd Justus Jonas. Trompeten meldeten vom Dom die Ankunft. 2000 Menschen sollen den Einzug verfolgt haben.
Martin Luther wurde ein Zimmer im Johanniterhof zugeteilt, wo auch die Mitglieder der kursächsischen Delegation, so die Räte Friedrich von Thun und Philipp von Feilitzsch, und der Reichserbmarschall Ulrich von Pappenheim logierten. Wegen des durch den Reichstag verursachten Raummangels musste Luther sich ein Zimmer mit den kursächsischen Beamten Hans Schott und Bernhard von Hirschfeld teilen.
Schon am Tag der Ankunft wurde er von einer Reihe von Reichsständen aufgesucht, darunter Landgraf Philipp I. von Hessen.

### 17. April 1521

Ort der Begegnung von Kaiser Karl V. und Martin Luther: Der Bischofshof in Worms

Am Vormittag des 17. April 1521 erhielt Martin Luther von Erbmarschall Ulrich von Pappenheim die Vorladung auf 16 Uhr nachmittags in den Bischofshof, wo der Kaiser logierte. Pappenheim und Reichsherold Sturm geleiteten ihn durch den Garten des Johanniterhofes und einige Gassen zu einem Hintereingang des Bischofshofes. Der direkte Weg durch die Kämmerergasse war durch Schaulustige gefüllt. Dieser Weg stellte ein Sicherheitsproblem dar.
Der Kaiser befand sich bereits im Saal. Martin Luther hatte vom Hofprotokoll wenig Ahnung und wurde deshalb erst einmal von Erbmarschall Ulrich von Pappenheim zurechtgewiesen, weil er unaufgefordert Konrad Peutinger ansprach, den er von einem früheren Aufenthalt in Augsburg kannte.
Anwesend war auch der Wittenberger Jurist Hieronymus Schurff, der in Worms für Friedrich III. arbeitete und hier als Anwalt für Martin Luther auftrat. Der Kaiser sprach nicht selbst mit Luther, sondern durch einen „Orator“, Johann von Eck, Offizial des Erzbischofs von Trier. Der Kaiser konnte dem Geschehen – soweit es in deutscher Sprache ablief – nur mit Hilfe von Dolmetschern folgen.
Die Erwartung Martin Luthers war gewesen, dass es eine Disputation geben werde, eine damals im akademischen Bereich übliche Form der Auseinandersetzung. Seitens des Kaisers war aber lediglich vorgesehen, dass Martin Luther – ohne den Austausch irgendwelcher Argumente – seine Thesen zurücknehmen sollte. Davon erfuhr Martin Luther erst unmittelbar vor Ort. Johann von Eck stellte Martin Luther die Fragen: Ob er die 22 im Saal ausgelegten Bücher als seine Schriften anerkenne, ob er sich dazu bekenne oder was er daraus gegebenenfalls widerrufen wolle? Es handelte sich um zwischen 1519 und Anfang 1521 gedruckte Werke in deutscher und lateinischer Sprache. Hieronymus Schurff bestand zunächst darauf, dass die Schriften für das Protokoll einzeln aufgelistet wurden. Es handelte sich um:
Deutschsprachige Schriften

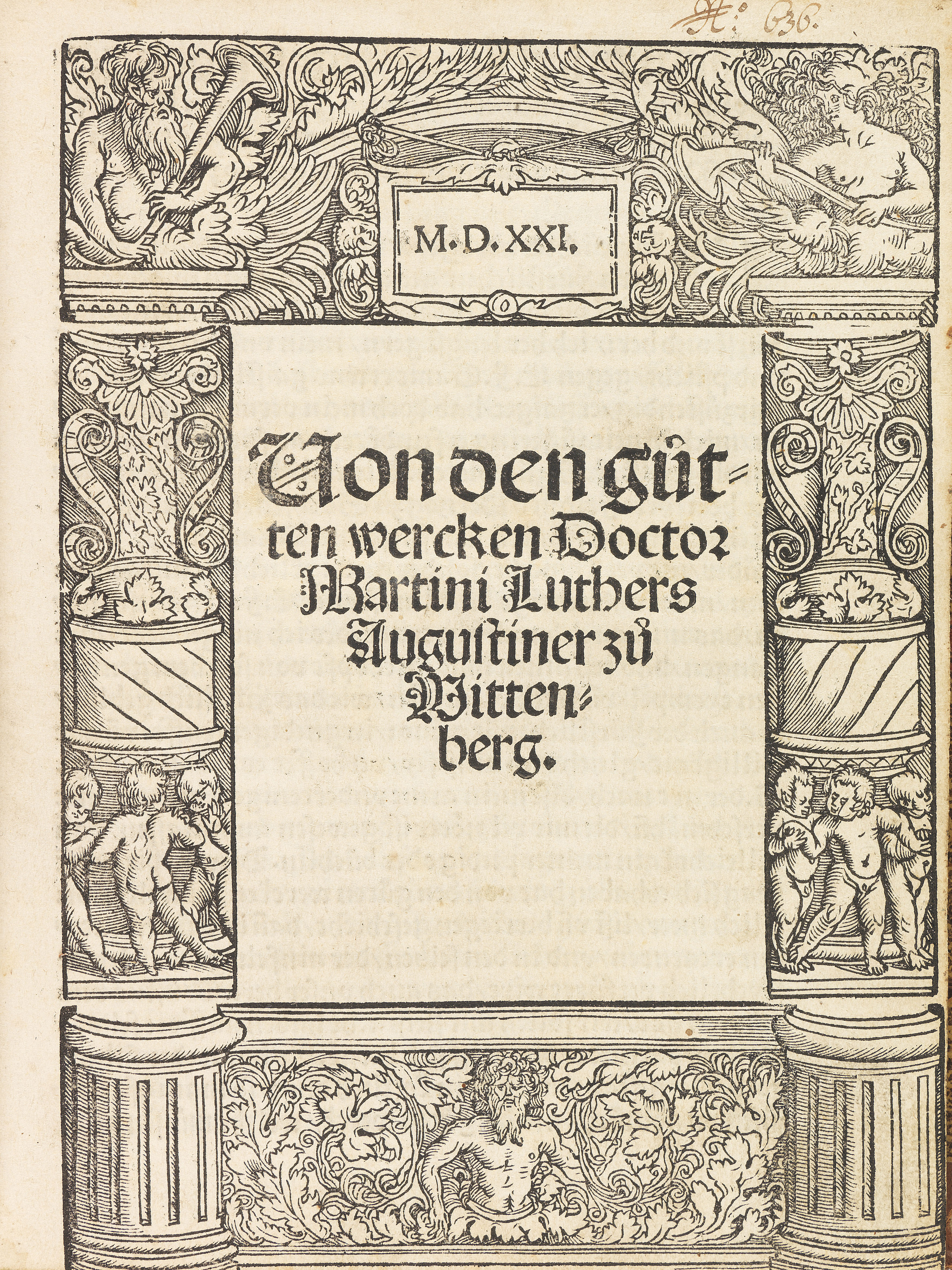
Titelblatt des Augsburger Drucks Von den gutten wercken von 1521, Holzschnitt von Hans Weiditz

- Von den guten Werken (lag auch in der lateinischsprachigen Ausgabe vor)
- Von der Freiheit eines Christenmenschen
- An den christlichen Adel deutscher Nation von des christlichen Standes Besserung
- Ein Sermon von dem Neuen Testament, das ist von der Heiligen Messe
- Unterricht auf etliche Artikel, die ihm von seinen Abgönnern aufgelegt und zugemessen werden
- Antwort auf die Zettel, so unter des Offizials zu Stolpen ist ausgegangen
- Appellation oder Berufung an ein christliches freies Konzil von dem Papst Leo und seinem unrechten Frevel, erneuert und repetiert (lag auch in der lateinischsprachigen Ausgabe vor)
- Auf des Bocks zu Leipzig Antwort
- Ein Unterricht der Beichtkinder über die verbotenen Bücher
- Ein kleiner Sermon von dem Wucher
- Auf das überchristlich, übergeistlich und überkünstlich Buch
- Von dem Papsttum zu Rom, wider den hochberühmten Romanisten zu Leipzig

Lateinischsprachige Schriften
- Lucubrationes
- De captivitate Babilonica
- Assertio articulorum
- De bonis operibus (lag auch in der deutschsprachigen Ausgabe vor)
- Explanatio dominice orationis
- Appellatio ad concilium (lag auch in der deutschsprachigen Ausgabe vor)
- Quare libris pontificis sint combusti
- Sermo de preparatione ad moriendum
- Exposition in tredecim psalmos rimos
- Adversus execrabilem antichristi bullam (Begründung der Verbrennung der päpstlichen Bannbulle)

Nuntius Hieronymus Aleander hatte die Schriften wohl kurzfristig bei Buchhändlern in Worms gekauft, um sie dem Verhandlungsführer Johannes von Eck zur Verfügung stellen zu können. Insofern war die Zusammenstellung eher zufällig nach dem Angebot des Wormser Buchmarkts. Die Bücher sollten quasi Luthers Werk repräsentieren. Der Bücherstapel enthielt deshalb auch kaum ein Werk, das in der Bannandrohungsbulle Exsurge domine vom Juni 1520 genannt war.
Luther erkannte die Bücher als seine an. Er sagte, die Sache betreffe den Glauben, das Seelenheil und Gottes Wort. Es wäre deshalb gefährlich, sich unbedacht zu äußern und er erbat Bedenkzeit, um ohne das göttliche Wort zu verletzen oder sein Seelenheil in Gefahr zu bringen, antworten zu können.
Nach einer Beratung von Kaiser und Fürsten eröffnete ihm Johann von Eck nach einer eindringlichen Rede, seine Irrtümer zu widerrufen, daraufhin, dass Karl V. ihm eine eintägige Bedenkfrist gewähre. Der Herold brachte Luther in sein Quartier zurück, wo ihn wieder zahlreich Adelige besuchten.

### 18. April 1521

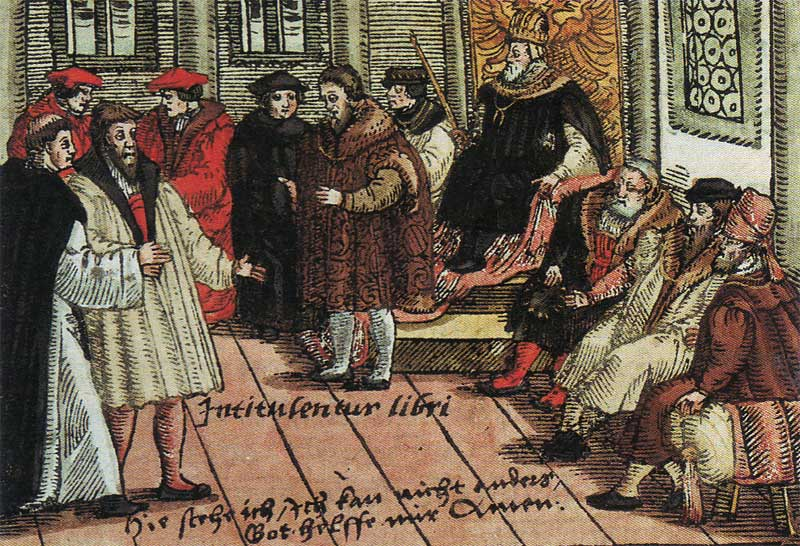
Luther auf dem Reichstag in Worms (kolorierter Holzschnitt, 1556)

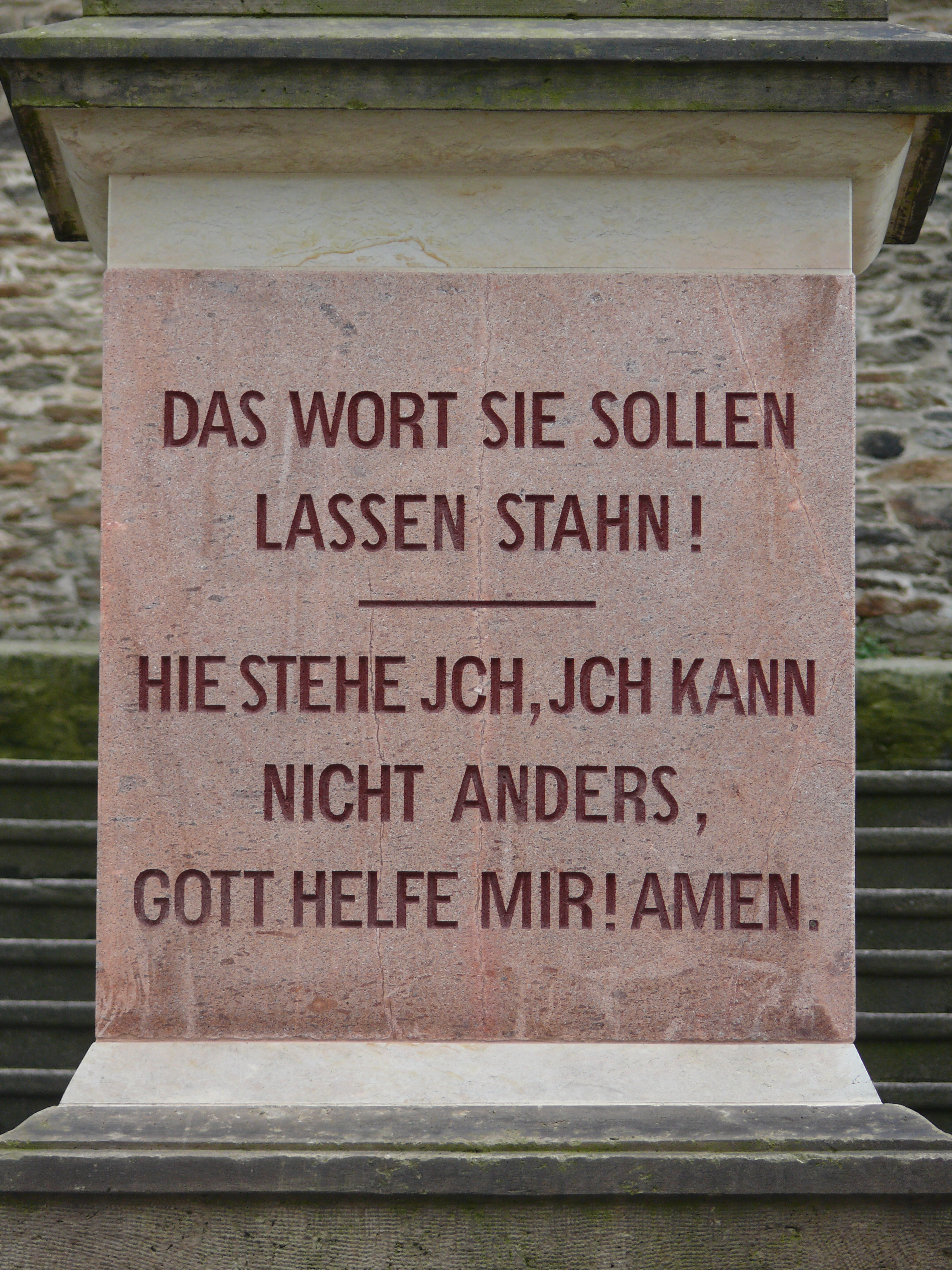
Luther-Denkmal in Annaberg-Buchholz mit der populären Version von Martin Luthers Aussage

So kam es am 18. April 1521 zu einem zweiten Termin vor dem Kaiser. Wieder geleitete der Reichsherold Luther zum Bischofshof. Da sich vorangehende Verhandlungen in anderen Angelegenheiten verzögert hatten, musste er zwei Stunden in großem Gedränge warten. Obwohl diesmal ein größerer Saal gewählt worden war, fanden nicht alle, die Einlass begehrten, Zutritt. Wegen der schon späteren Stunde war der Saal mit Fackeln beleuchtet. Es war heiß und Luther schwitzte sehr.

Johann von Eck wiederholte die Fragen vom Vortag. Luther antwortete mit einer längeren Ausführung. Er forderte durch Beweise aus der Heiligen Schrift widerlegt zu werden. Es folgte eine längere Antwort durch Johann von Eck mit der abschließenden Frage, ob Luther nun widerrufe oder nicht. Darauf folgte Luthers berühmte Sentenz (die im Original in Latein gesprochen wurde): 

„… wenn ich nicht durch Zeugnisse der Schrift und klare Vernunftgründe überzeugt werde, denn weder dem Papst noch den Konzilien allein glaube ich, da es feststeht, daß sie öfter geirrt und sich selbst widersprochen haben, so bin ich durch die Stellen der heiligen Schrift, die ich angeführt habe, überwunden in meinem Gewissen und gefangen in dem Worte Gottes. Daher kann und will ich nichts widerrufen, weil wider das Gewissen etwas zu tun weder sicher noch heilsam ist. Gott helfe mir, Amen!“

Diese Berufung auf die Bibel und das individuelle Gewissen sind der zentrale Moment des Auftritts von Martin Luther vor dem Reichstag und ein Schlüsselereignis der Reformation.

Der Kaiser beschuldigte Luther eines Irrtums: 

„… Denn es ist sicher, dass ein einzelner Mönch in seiner Meinung irrt, wenn diese gegen die der ganzen Christenheit, wie sie seit mehr als tausend Jahren gelehrt wird, steht. Deshalb bin ich fest entschlossen, an diese Sache meine Reiche und Herrschaften, mein Leib, mein Blut und meine Seele zu setzen.“

Der Kaiser setzte so Tradition und rein quantitative Argumente gegen Martin Luthers inhaltlich-qualitatives Argumentieren ein – und scheiterte damit letztendlich.

### Letzte Tage in Worms
Ab dem Morgen des 19. April 1521 verhandelte Karl V. mit den Reichsständen über das weitere Vorgehen. Er sah in Martin Luther nun den Häretiker, gegen den vorzugehen sei, und erwartete das auch von den Reichsständen. Hier aber lag das Problem einer konsequenten Politik gegen Martin Luther: Die Reichsstände waren sich eben nicht einig, ob oder inwieweit gegen ihn vorzugehen war.
Am 22. April 1521 gewährte der Kaiser den Reichsständen eine dreitägige Frist, Martin Luther doch noch zu einem Widerruf zu bewegen. Sie bildeten eine Kommission, die das Gespräch und den Ausgleich mit Martin Luther versuchen sollte. Sie bestand aus:
- Richard von Greiffenclau, Erzbischof von Trier und
- Kurfürst Joachim von Brandenburg, beide für die Kurfürsten,
- Herzog Georg von Sachsen und
- Kanzler Hieronymus Vehus[61] als Vertreter des Markgrafen von Baden, als Vertreter der Reichsfürsten,
- Christoph von Stadion, Bischof von Augsburg und
- Hieronymus Schulz, Bischof von Brandenburg als Vertreter der Bischöfe
- Deutschmeister Dietrich von Cleen und Graf Georg von Wertheim als Vertreter der Grafen
- Dr. Hans Bock aus Straßburg und
- Dr. Konrad Peutinger aus Augsburg als Vertreter der Städte

Das Gespräch begann am 24. April 1521, morgens um sechs Uhr im Quartier des Erzbischofs von Mainz. Die Gesprächsführung lag bei Vehus. Luther war nicht bereit, hinter seine Feststellung zurück zu treten, dass er in seinen Aussagen durch das Evangelium gebunden sei.
Ein weiteres Gespräch fand am 25. April 1521 statt und zog sich mit Unterbrechungen über den ganzen Tag, wobei nur einige der Vertreter der Kommission anwesend waren. Luther war weiter nicht bereit, hinter seine Aussage zurückzutreten. Noch am selben Abend suchten ihn der österreichische Kanzler Maximilian von Zevenbergen und Johann von Eck auf, entließen Martin Luther vom Reichstag und sagten ihm für die nächsten drei Wochen sicheres Geleit unter der Bedingung zu, dass er unterwegs nicht predige oder schreibe. Sie verabschiedeten sich mit Handschlag. Zahlreiche Adelige verabschiedeten sich von Luther, darunter auch Landgraf Philipp I. von Hessen, der ihm einen Geleitbrief durch sein Territorium aushändigte.

## Rückreise

### Oppenheim
Am 26. April 1521 verließen Martin Luther und seine Begleiter gegen zehn Uhr vormittags Worms. Das waren Nikolaus von Amsdorf, Hieronymus Schurff, Justus Jonas, Johann Petzensteiner und Petrus Suawe. 20 Reiter gaben Geleit, die wohl Franz von Sickingen stellte. Sie erreichten Oppenheim, wo der Reichsherold zu ihnen stieß und sie übernachteten.

### Frankfurt am Main
In Frankfurt am Main traf Luther am Samstag, den 27. April 1521, ein. Die Nachrichten von seinem Auftritt vor dem Reichstag hatten sich in der Stadt bereits herumgesprochen. Er nahm sein Quartier wiederum im Gasthof Zum Strauß. „Daselbst ihm viel von etlichen seiner Gönner Ehre geschehn“, verzeichnete der Kanoniker Wolfgang Königstein in seinem Tagebuch. Am folgenden Tag, dem Sonntag Cantate, kehrte auch Luthers Widersacher Cochläus aus Worms zurück. Am 24. April hatte er Luther einen öffentlichen theologischen Zweikampf angetragen und eine demütigende Zurückweisung erfahren. Königstein schrieb über den Misserfolg seines Dechanten: „Was er (Cochläus) fruchtbares gehandelt hat, lasse ich beruhen. Wie man sagt, ist ihm viel Schimpf geschehen […] ist unser Dechan wiedergekommen und nicht viel besonders zu Worms geschafft; was man von ihm gesagt, laß ich hier beruhen.“
Am Morgen fand Luther noch Zeit für einen weiteren Besuch der Lateinschule und einen Brief an Lucas Cranach, worin er die Ereignisse in Worms so zusammenfasst:

„Ich meinte, Kaiserliche Majestät sollt ein Doktor oder fünfzig haben versammlet, und den Mänch redlich überwunden; so ist nichts mehr hie gehandelt, denn so viel: Sind die Bücher dein? Ja. Willst du sie widerrufen, oder nicht? Nein. So heb dich.“

Außerdem deutet er seine Klausur auf der Wartburg an: „Ich lasse mich eintun und verbergen, weiß selbst noch nicht, wo […] Es muß eine kleine Zeit geschwiegen und gelitten sein: Ein wenig sehet ihr mich nicht, und aber ein wenig, so sehet ihr mich, spricht Christus.“ Am 28. April reiste er gegen 10 Uhr nach Friedberg ab.

### Friedberg
In Friedberg übernachtete die Reisegruppe im Gasthaus „Zum Grünberg“, wo sie sich bis zum 29. April aufhielt. Martin Luther entließ den Reichsherold Kaspar Sturm, gab ihm gegenüber an, dass er sich sicher fühle. Aber vermutlich sollte die Zahl der Zeugen bei der geplanten „Entführung“ geringgehalten werden. Dem Reichsherold gab er ein Schreiben für Karl V. in lateinischer Sprache mit, worin er in ausgesuchten, wohlgewogenen Worten sein Handeln auf dem Reichstag in Worms erläuterte. Den Kurfürsten, Fürsten und Stände des Reichs sandte er den – inhaltlich gleichen – Brief, aber auf Deutsch. Ein weiteres Schreiben war für seinen Freund Georg Spalatin bestimmt. Das Schreiben an den Kaiser und das an die Kurfürsten, Fürsten und Stände des Reichs wurden sofort an die Öffentlichkeit lanciert: Die leistungsfähige Druckerei von Thomas Anshelm in Hagenau veröffentlichte beide. In der Folge kam es zu 13 Auflagen der deutschsprachigen Fassung (und einer weiteren in Niederdeutsch).

### Hersfeld
Am 30. April 1521 erreichte die Gruppe Grünberg, am 1. Mai 1521 Hersfeld. Vom Abt des Klosters, Kraft Myle, wurde er freundlich empfangen. Am Morgen des 2. Mai 1521 nötigte ihn sein Gastgeber – entgegen der Auflage des sicheren Geleites – zu predigen. Das geschah um 5 Uhr vor der Weiterreise. Martin Luther begründete das damit, dass das Wort Gottes nicht durch menschliche Bedingungen gebunden werden dürfe.

### Eisenach
Eisenach wurde am 3. Mai 1521 erreicht. Auch hier predigte Luther. Er schrieb einen ausführlichen Brief an den Grafen Albrecht VII. von Mansfeld, in dem er die Ereignisse in Worms darstellte. Er entließ Schurf, Jonas und Suaven, weil er seine Verwandtschaft in Möhra besuchen wollte, nur noch Petzensteiner und Amsdorff begleiteten ihn dorthin am 4. Mai 1521.

### Wartburg

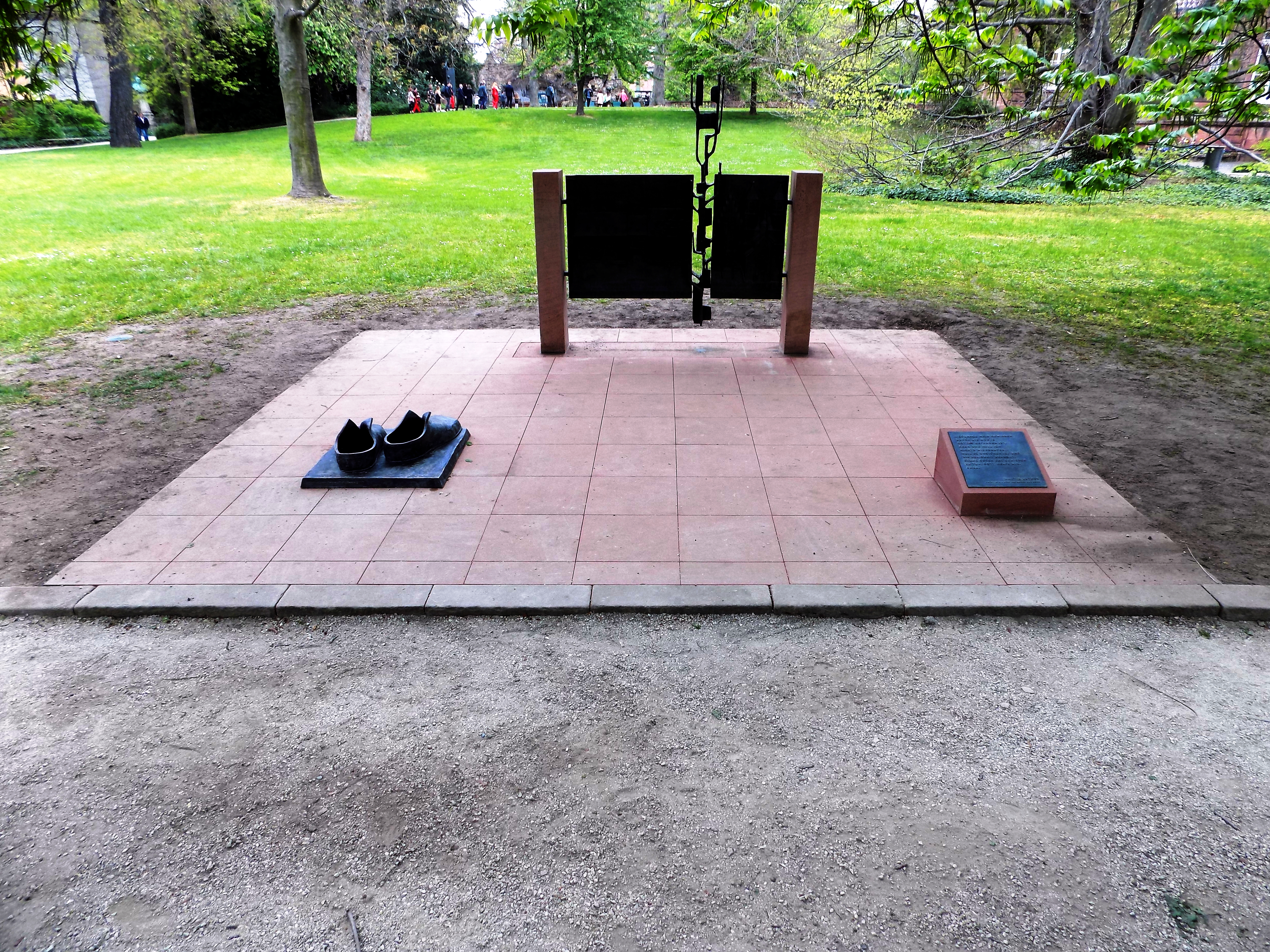
Gedenkort Die Großen Schuhe Luthers am ehemaligen Standort des Bischofshofs

Info-Stele in der Kämmererstraße gegenüber der Stelle, an der der Johanniterhof stand, in dem Luther in Worms wohnte

Auf dem Rückweg von Möhra nach Eisenach wurde die Reisegruppe bei einem inszenierten Überfall von Bewaffneten, im geheimen Auftrag von Kurfürst Friedrich III. nahe Schloss Altenstein (am heutigen Lutherdenkmal) „überfallen“. Der Fuhrmann wurde mit vorgehaltener Armbrust bedroht. Petzensteiner sprang aus dem Wagen und flüchtete zu Fuß. Amsdorff war eingeweiht. Martin Luther konnte noch die hebräische Bibel und das Neue Testament an sich nehmen, als er unter Flüchen vom Wagen gezogen wurde. Er musste neben den Reitern herlaufen, bis sie außer Sichtweite waren. Dann bestieg er ein Pferd. Ein weiter Umweg wurde geritten, um etwaige Verfolger abzulenken. Gegen 23 Uhr kam die Gruppe auf der Wartburg an, wo Martin Luther vom 4. Mai 1521 bis zum 1. März 1522 durch den dortigen Amtmann Hans Sittich von Berlepsch versteckt wurde.

## Wormser Edikt
Mit dem Wormser Edikt vom 26. Mai 1521 wurde die Reichsacht über Martin Luther verhängt. Das durchzusetzen gelang dem Kaiser nur mit Geschäftsordnungs-Tricks: Das Edikt wurde erst nach Verabschiedung des Reichstags, nachdem ein Teil der Unterstützer Luthers schon abgereist war, ohne formellen Beschluss „durchgewinkt“, aber auf den 8. Mai 1521 – weit vor das Ende des Reichstags – rückdatiert.

## Erinnerung

### Relikte, Gedenken
In Worms sind keinerlei authentische Zeugnisse des Ereignisses mehr vorhanden. Durch die Zerstörungen der Stadt im Pfälzischen Erbfolgekrieg und im Zweiten Weltkrieg sind alle Gebäude, die einen Bezug zu den damaligen Ereignissen hatten, zerstört. Am Ort der Begegnung von Karl V. und Luther – im Garten des Heylshofs, einer Industriellen-Villa aus dem 19. Jahrhundert und heute ein öffentlicher Park – steht eine künstlerische Installation, Die Großen Schuhe Luthers, die an das Ereignis erinnert. Das Lutherdenkmal in Worms, nach dem internationalen Reformationsdenkmal in Genf das weltweit zweitgrößte Reformationsdenkmal, steht dagegen an einer Stelle, an der sich zu Luthers Zeiten der westliche Graben der inneren Stadtbefestigung von Worms befand. An einigen Stellen in der Stadt, die im Zusammenhang mit dem Aufenthalt Luthers in Worms stehen, sind Info-Stelen aufgestellt, die mit kurzen Texten die Bedeutung der jeweiligen Stelle erläutern. Das 500-jährige Jubiläum des Ereignisses wurde von der Stadt Worms in zahlreichen Veranstaltungen gefeiert.

### Kunst
Über Luther in Worms hat Ludwig Meinardus (1827–1896) in Zusammenarbeit mit Wilhelm Roßmann ein Oratorium geschrieben, das 1876 in Weimar uraufgeführt und im Lutherjahr 1883 in Erfurt und 1921 in Worms aufgeführt wurde.
Für das heroische Verständnis von Luther war das 1870/1877 fertiggestellte Historiengemälde von Anton von Werner einflussreich.

### Legenden

Druck von Johann Gronenberg: Martin Luther: „Ad Cesaree Maiest.“, der auf seiner letzten Seite erstmals die oft kolportierten Worte „Hier stehe ich […]“ enthält.

Luthersocke

In der Literatur ist oft zu finden, dass Martin Luther am Schluss seiner Erklärung vor dem Kaiser gesagt haben soll: „Hier stehe ich. Gott helfe mir. Ich kann nicht anders.“ Dies ist jedoch weder von Zeitgenossen verbürgt, noch ergibt es sich aus den Verhandlungsprotokollen. Im Bericht des Augenzeugen Konrad Peutinger, der in Worms bei dieser Verhandlung anwesend war, steht: „Got kum mir zu hilf.“ Die Legende beruht vermutlich auf einer bei Johann Gronenberg in Wittenberg gedruckten Version von Luthers Schlussrede in lateinischer Sprache, an deren Ende die deutschsprachigen Worte angefügt wurden:

„Ich kan nicht anderst / hie stehe ich / Gott helff mir / Amen.“

Diese Worte finden sich zeitgenössisch nur in diesem Druck von Gronenberg, dessen Manuskript allerdings von Luther stammte, so dass die Worte als authentisches Luther-Zitat gelten dürfen. Gesprochen hat er sie bei seinem Auftritt in Worms indes aller Wahrscheinlichkeit nach nicht. Dafür wurden sie umso vehementer von der posthumen Luther-Verehrung aufgegriffen.
Die Fischerpforte ist ein spitzbogiger Durchlass für Fußgänger in der östlichen Mauer der inneren Stadtbefestigung von Worms. Er erhielt seine heutige Gestalt erst 1907. Der Durchgang wird auch als „Lutherpforte“ bezeichnet, hat aber mit Martin Luther oder seinem Aufenthalt beim Wormser Reichstag 1521 nichts zu tun.